# Cliza
Cliza est une ville du département de Cochabamba, en Bolivie, et le chef-lieu de la province de Germán Jordán. Sa population s'élevait à 6 534 habitants en 2001.

## Géographie
La ville se trouve dans la municipalité de Cliza, sur les 490 km2 du fertile plateau de l'Alto Valle, à une altitude de 2 721 m, sur la rive droite du Río Cliza, à environ 15 km du bord de la cordillère orientale, qui s'élève à plus de 4 100 m dans les environs de San Benito. Cliza est située dans la zone de transition entre la cordillère des Andes, la cordillère centrale et les basses terres boliviennes.
La température moyenne de la région est d'environ 18 °C, variant entre 14 °C en juin-juillet et 20 °C en octobre-novembre. Les précipitations annuelles s'élèvent à seulement 450 mm, avec une longue saison sèche de mai à septembre (précipitations mensuelles de 10 mm), et une saison des pluies de décembre à février (90 à 120 mm de précipitations mensuelles.

## Population
La population est passée de 5 172 habitants au recensement de 1992 à 6 534 habitants en 2001.